# СТК-59ГМС
СТК-59ГМС — ремонтно-эвакуационная машина-тягач, предназначенный для буксировки бронетехники и её быстрого ремонта.

## Описание
Представляет собой гусеничное шасси тягача АТС-59Г с установленными на нем технологическим отсеком и гидравлическим манипулятором. Благодаря техническим характеристикам шасси обладает высокой манёвренностью и проходимостью: развивает скорость до 39 км/ч на шоссе и до 30 км/ч на грунте (при наличии прицепа скорости немного снижается). Минимальный радиус поворота составляет от 3400 до 3500 мм, угол крена не более 25 градусов. На 100 км расходуется не более 8,15 л масла и от 1,52 до 1,63 л дизельного топлива (зависит от наличия прицепа; топливо видов ДЛ, ДЗ, ДА).
Тягач оснащен тягово-сцепным устройством, обеспечивающим возможность буксировки прицепа: максимальное тяговое усилие доходит до 13600 кг·с. Соединительная головка пневматической системы шасси позволяет использовать пневматический привод управления тормозами прицепа. На тягаче установлен предпусковой подогреватель, обеспечивающий запуск двигателя при низких температурах, а также две системы запуска: электрическим стартером и воздушная. В кормовой части шасси установлена реверсивная лебедка. Закрытая кабина тягача обеспечивает комфортные условия обитания для шести человек. Гидравлический манипулятор установлен в передней части шасси. Пульт управления манипулятором расположен в кабине. Грузоподъемность манипулятора на максимальном вылете стрелы составляет 770 кг.
В состав технологического отсека входит закрытый теплоизолированный кузов с размещенными в нем двумя дизельными сварочными агрегатами Ranger 305D CE и печью для сушки сварочных электродов загрузочной емкостью 40 кг. Снаружи технологического отсека расположены два контейнера для размещения шести баллонов со сжатым газом (углекислый газ и аргон).

## Параметры оборудования
В кормовой части шасси установлена реверсивная лебёдка, которая работает за счёт тяговых роликов и укладочного барабана, позволяя вытягивать трос длиной до 100 м и диаметром 20,5 мм. Скорость сматывания троса составляет 15,07 м/мин. Также есть гидравлический манипулятор массой 980 кг с дистанционным управлением: максимальный грузоподъёмный момент составляет 5000 кгс·м, поворотный — 1600 кгс·м. Стрела манипулятора может вылетать на расстояние до 70 м (телескопическая часть — на 14,5 м). Выдерживает давление до 210 кгс/см².